# Acanthascus fasciculatus
Acanthascus fasciculatus är en svampdjursart som beskrevs av Schulze 1899. Acanthascus fasciculatus ingår i släktet Acanthascus och familjen Rossellidae. Inga underarter finns listade i Catalogue of Life.